# Jean-Paul Boëtius
Jean-Paul Patrick Boëtius (Rotterdam, 22 maart 1994) is een Nederlands-Surinaams voetballer die doorgaans als aanvallende middenvelder of vleugelaanvaller speelt.

## Familie
Jean-Paul Boëtius komt uit een voetbalfamilie. Zijn oom Errol Emanuelson en diens zoons Urby en Julian hebben allen in het profvoetbal gespeeld.

## Clubcarrière

### Feyenoord

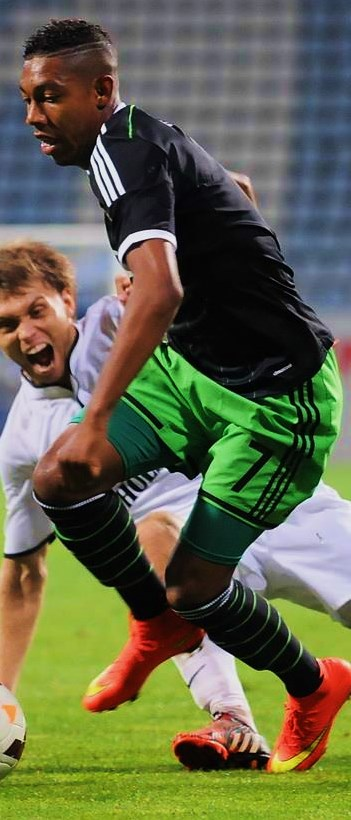
Boëtius in 2014 met Feyenoord

Boëtius begon met voetballen op straat in de buurt van het Henegouwerplein, vlak bij zijn huis in Rotterdam. De andere voetballers op het plein adviseerden de moeder van Boëtius al snel om met profclubs te gaan bellen, aangezien het talent van de zesjarige speler groot was. Boëtius werd door zijn moeder aangeboden bij Excelsior, Sparta en Feyenoord. Terwijl er bij de eerste twee geen plek was, mocht Boëtius bij Feyenoord wel meteen meetrainen. Binnen vier dagen speelde hij zijn eerste wedstrijd voor de Rotterdammers.
Boëtius doorliep de gehele jeugdopleiding van Feyenoord. Door een zware knieblessure miste Boëtius het Europees kampioenschap onder de 17 en zag hij een aantal teamgenoten debuteren voor het eerste elftal van Feyenoord waarmee hij al jaren speelde, zoals Terence Kongolo, Tonny Vilhena en Anass Achahbar. Boëtius debuteerde na zijn revalidatie op 28 oktober 2012 als basisspeler in het eerste elftal, thuis tegen Ajax. Hij maakte bij zijn debuut de 1–1. Boëtius speelde in drie seizoenen 80 competitiewedstrijden voor Feyenoord. Nadat Fred Rutten in 2014 Ronald Koeman opvolgde als coach, begon hij alleen wel steeds vaker op de reservebank. Gesprekken tussen Feyenoord en hem om zijn contract te verlengen, liepen vervolgens op niets uit.

### Basel
Boëtius tekende in augustus 2015 een contract tot medio 2019 bij FC Basel, de kampioen van Zwitserland in de voorgaande zes seizoenen. Dat betaalde circa €2.500.000,- voor hem aan Feyenoord. Hij maakte zijn officiële debuut voor de Zwitserse ploeg op woensdag 19 augustus, in een wedstrijd in de voorronde van de UEFA Champions League tegen Maccabi Tel Aviv (2-2). Boëtius viel na 68 minuten in voor doelpuntenmaker Matías Delgado.

### Terug bij Feyenoord
Op 26 juni 2017 tekende Boëtius een driejarig contract bij Feyenoord. Hij is daarmee de vervanger van Eljero Elia, die naar Istanbul Başakşehir vertrok. Bij zijn eerste wedstrijd sinds zijn terugkeer bij de Rotterdamse club won hij gelijk een prijs; de Johan Cruijff Schaal door in de strafschoppenserie te winnen van Vitesse. Boëtius legde aan voor de 2e strafschop voor Feyenoord, die hij raak binnen schoot. Op 20 augustus 2017 maakte hij zijn eerste doelpunt, het enige doelpunt in de Rotterdamse derby tegen SBV Excelsior. Het was zijn eerste van 6 goals dat seizoen uit 38 wedstrijden. Na een rode kaart tegen De Graafschap in de eerste competitiewedstrijd het jaar daarop, besloot trainer Giovanni van Bronckhorst hem uit de selectie te zetten. Anderhalve week later vertrok hij naar Mainz.

### Mainz 05
Op 27 augustus 2018 tekende Boëtius een contract van vier jaar bij Mainz 05. Zijn debuut voor de Duitse club club maakte hij op op 1 september tegen FC Nürnberg door in minuut 67 Alexandru Maxim te vervangen. Tegen Hertha BSC op 6 oktober stond Boëtius voor het eerst in de basis. 3 weken later vond hij voor het eerst het net voor Mainz 05, wat niet hielp aan het verlies tegen Bayern München.
Boëtius verlengde zijn contract bij Mainz 05 niet, aan het einde van het seizoen 2022-23 en werd daardoor transfervrij. Na zijn vertrek bij de club hield hij zijn conditie op peil bij Feyenoord.

### Hertha BSC
Begin augustus 2022 tekende Boëtius een driejarig contract bij Hertha BSC, waardoor hij actief bleef in de Duitse Bundesliga. In september 2022 werd zaadbalkanker ontdekt bij Boëtius. Hij werd geopereerd en hoeft geen chemotherapie ondergaan. Zijn contract verviel medio 2023 na de degradatie van Hertha uit de Bundesliga. Op 8 maart 2024 maakte Boëtius bekend dat er uitzaaiingen zijn geconstateerd waardoor hij een chemotherapie moest ondergaan, gevolgd door een revalidatie. Nadat hij 'schoon' was verklaard begon hij weer met individuele training en in oktober 2024 trainde hij mee met Feyenoord Onder 21 en Heerenveen.

## Clubstatistieken
| Seizoen         | Club            | Competitie      | Competitie | Competitie | Beker | Beker | Internationaal | Internationaal | Overig | Overig | Totaal | Totaal |
| Seizoen         | Club            | Competitie      | Wed.       | Dlp.       | Wed.  | Dlp.  | Wed.           | Dlp.           | Wed.   | Dlp.   | Wed.   | Dlp.   |
| --------------- | --------------- | --------------- | ---------- | ---------- | ----- | ----- | -------------- | -------------- | ------ | ------ | ------ | ------ |
| 2012/13         | Feyenoord       | Eredivisie      | 20         | 4          | 2     | 0     | 0              | 0              | 0      | 0      | 22     | 4      |
| 2013/14         | Feyenoord       | Eredivisie      | 29         | 10         | 3     | 1     | 0              | 0              | 0      | 0      | 32     | 11     |
| 2014/15         | Feyenoord       | Eredivisie      | 31         | 4          | 1     | 0     | 8              | 1              | 2      | 0      | 42     | 5      |
| Club totaal     | Club totaal     | Club totaal     | 80         | 18         | 6     | 1     | 8              | 1              | 2      | 0      | 96     | 20     |
| 2015/16         | FC Basel        | Super League    | 12         | 3          | 0     | 0     | 6              | 1              | 0      | 0      | 18     | 4      |
| 2016/17         | FC Basel        | Super League    | 2          | 0          | 3     | 3     | 0              | 0              | 0      | 0      | 5      | 3      |
| Club totaal     | Club totaal     | Club totaal     | 14         | 3          | 3     | 3     | 6              | 1              | 0      | 0      | 23     | 7      |
| 2016/17         | → KRC Genk      | Eerste klasse   | 17         | 4          | 0     | 0     | 6              | 1              | 0      | 0      | 23     | 5      |
| Club totaal     | Club totaal     | Club totaal     | 17         | 4          | 0     | 0     | 6              | 1              | 0      | 0      | 23     | 5      |
| 2017/18         | Feyenoord       | Eredivisie      | 28         | 6          | 3     | 0     | 6              | 0              | 1      | 0      | 38     | 6      |
| 2018/19         | Feyenoord       | Eredivisie      | 1          | 0          | 0     | 0     | 1              | 0              | 0      | 0      | 2      | 0      |
| Club totaal ^   | Club totaal ^   | Club totaal ^   | 109        | 24         | 9     | 1     | 15             | 1              | 3      | 0      | 136    | 26     |
| 2018/19         | Mainz 05        | Bundesliga      | 30         | 4          | 1     | 0     | —              | —              | 0      | 0      | 31     | 4      |
| 2019/20         | Mainz 05        | Bundesliga      | 28         | 4          | 1     | 0     | —              | —              | 0      | 0      | 29     | 4      |
| 2020/21         | Mainz 05        | Bundesliga      | 31         | 2          | 2     | 1     | —              | —              | 0      | 0      | 33     | 3      |
| 2021/22         | Mainz 05        | Bundesliga      | 33         | 2          | 3     | 0     | —              | —              | 0      | 0      | 36     | 2      |
| Club totaal     | Club totaal     | Club totaal     | 122        | 12         | 7     | 1     | 0              | 0              | 0      | 0      | 129    | 13     |
| 2022/23         | Hertha BSC      | Bundesliga      | 21         | 0          | 0     | 0     | —              | —              | 0      | 0      | 21     | 0      |
| Carrière totaal | Carrière totaal | Carrière totaal | 283        | 43         | 19    | 5     | 27             | 3              | 3      | 0      | 332    | 51     |

Bijgewerkt op 29 oktober 2023. 

^ van beide periodes bij Feyenoord.

## Interlandcarrière
Op 6 maart 2013 werd Boëtius opgenomen in de voorselectie van het Nederlands voetbalelftal, voor de wedstrijden tegen Estland en Roemenië. Op 28 februari 2014 maakte bondscoach Louis van Gaal bekend dat de Feyenoord-aanvaller geselecteerd was voor de vriendschappelijke interland tegen Frankrijk op woensdag 5 maart in aanloop naar de WK-eindronde in Brazilië. Hij debuteerde in deze wedstrijd, die met 2–0 verloren werd door Oranje. Op 5 mei 2014 werd Boëtius door Van Gaal opgeroepen voor een trainingsstage in Hoenderloo, ter voorbereiding op het wereldkampioenschap. Ook behoorde hij tot de voorselectie, die op 13 mei bekendgemaakt werd. Desondanks behoorde hij niet tot de definitieve WK-selectie, die Van Gaal op 31 mei bekendmaakte. Twee andere middenvelders, clubgenoot Tonny Vilhena en Quincy Promes vielen ook af.
| Interlands van Jean-Paul Boëtius voor Nederland | Interlands van Jean-Paul Boëtius voor Nederland | Interlands van Jean-Paul Boëtius voor Nederland | Interlands van Jean-Paul Boëtius voor Nederland | Interlands van Jean-Paul Boëtius voor Nederland | Interlands van Jean-Paul Boëtius voor Nederland | Interlands van Jean-Paul Boëtius voor Nederland |
| №                                               | Datum                                           | Wedstrijd                                       | Uitslag                                         | Soort wedstrijd                                 | Doelpunten                                      | Assists                                         |
| Als speler bij Feyenoord                        | Als speler bij Feyenoord                        | Als speler bij Feyenoord                        | Als speler bij Feyenoord                        | Als speler bij Feyenoord                        | Als speler bij Feyenoord                        | Als speler bij Feyenoord                        |
| ----------------------------------------------- | ----------------------------------------------- | ----------------------------------------------- | ----------------------------------------------- | ----------------------------------------------- | ----------------------------------------------- | ----------------------------------------------- |
| 1.                                              | 5 maart 2014                                    | Frankrijk – Nederland                           | 2 – 0                                           | Vriendschappelijk                               | 0                                               | 0                                               |

Bijgewerkt tot en met 5 maart 2014.

## Erelijst
| Competitie           |          |            |          |          |
| Competitie           | Aantal   | Jaren      |          |          |
| FC Basel             | FC Basel | FC Basel   | FC Basel | FC Basel |
| -------------------- | -------- | ---------- | -------- | -------- |
| Super League         | 1x       | 2015/16    |          |          |
| Feyenoord            |          |            |          |          |
| KNVB beker           | 1x       | 2017/18    |          |          |
| Johan Cruijff Schaal | 2x       | 2017, 2018 |          |          |